# Denkmal der Polnischen Tat

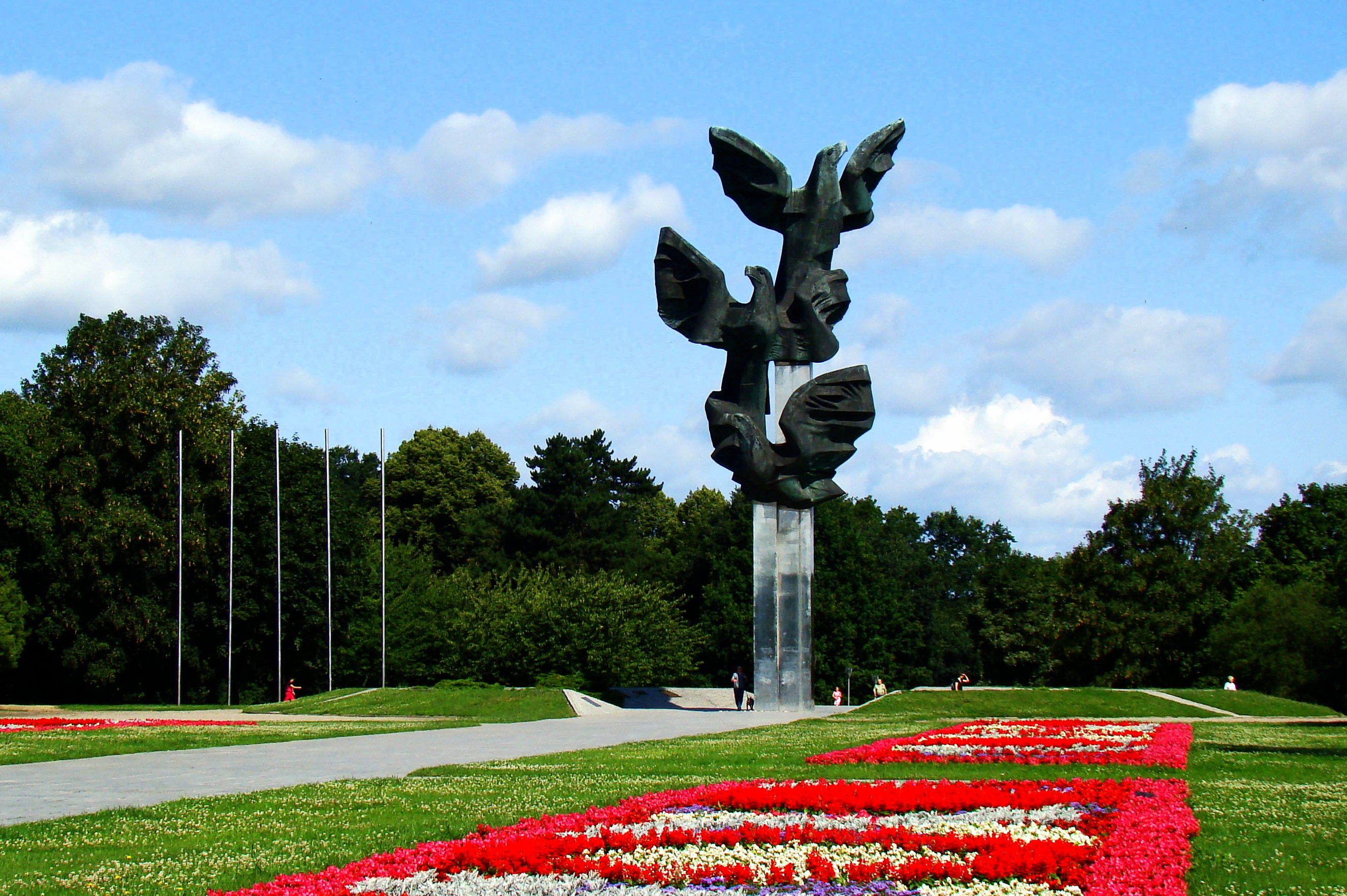
Denkmal der Polnischen Tat, 2009

Das Denkmal der Polnischen Tat (Pomnik Czynu Polaków) befindet sich seit 1979 im Jan-Kasprowicz-Park (Stettin) gegenüber den Jasne Błonia in Stettin und erinnert den Wiederaufbau der Stadt nach den Zerstörungen des Zweiten Weltkriegs.

## Geschichte
Das Denkmal wurde nach dem Zweiten Weltkrieg von Gustaw Zemła im Stil des Realsozialismus geschaffen. Die Skulptur stellt drei Adler dar, die drei Generationen symbolisieren. Das Denkmal wurde am vierzigsten Jahrestag des Angriffs auf Polen durch Nazideutschland enthüllt. In der polnischen Geschichtsschreibung der Nachkriegszeit wurde die Bedeutung der kleinen polnischen Minderheit in Stettin und ihrer Organisationen propagandistisch überhöht.